# 남비오코주

비오코수르주

비오코수르주(스페인어: Bioko Sur)는 적도 기니의 주로, 주도는 루바이다. 면적은 1,241 km2이고, 인구는 34,627 명(2015년 기준)이다. 비오코섬 남반부에 위치하고 있으며 북쪽으로는 비오코노르테주, 남서쪽으로는 상투메 프린시페, 안노본주와 인접해 있다.